# Clima extremo

Símbolo de "Alerta de clima extremo".

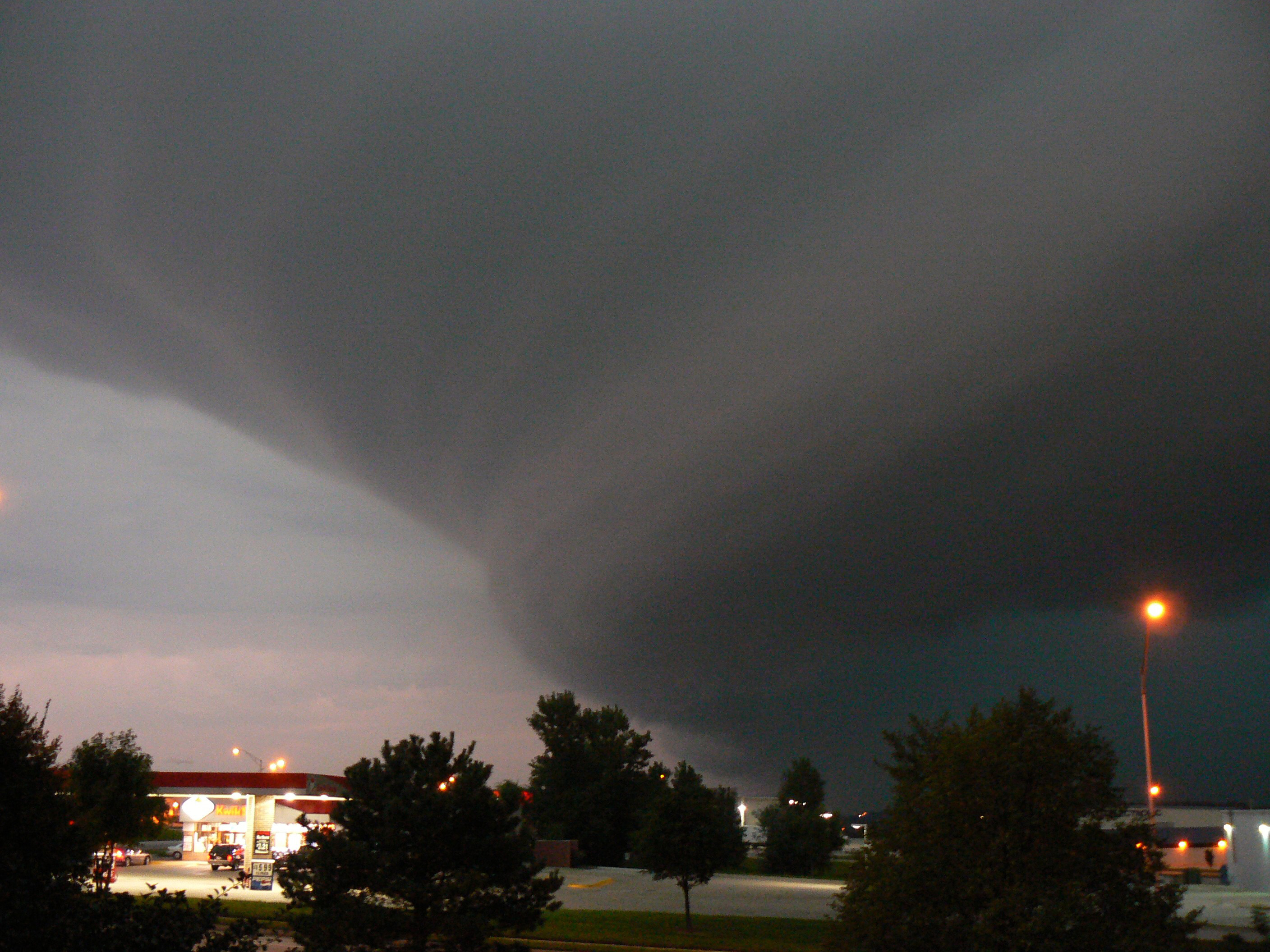
Clima extremo sobre Nebraska (Estados Unidos), 20 de agosto de 2007.

El clima extremo, conocido en inglés como severe weather y traducido en ciertas fuentes (de forma incorrecta y no recomendada) como tiempo severo, es un fenómeno meteorológico destructivo.
Es un término usualmente usado para referirse a tormentas fuertes y fenómenos relacionados, tales como tornados, granizo y remolinos. También abarca tormentas de nieve, ventiscas, inundaciones y huracanes.

## Terminología
En su sentido más amplio, el término "clima extremo" se define como "cualquier aspecto del tiempo que puede ser una amenaza para las posesiones o la vida". Puede incluir fenómenos como ciclones, tormentas de nieve, ventiscas, olas de calor, olas de frío y tormentas intensas. El uso común de la palabra se refiere a tormentas intensas, con piedras de granizo de 19 o más mm de diámetro, vientos dañinos de más de 50 nudos (105 km/h), y/o tornados.

## Categorías
El clima extremo puede clasificarse en tres categorías:
- aproximación a intenso
- intenso o fuerte
- significativamente intenso.

### Clima con aproximación a intenso
Se define como: 
1. piedra de granizo entre 12 y 15 mm de diámetro.
2. vientos entre 90 y 103 km/h (50 nudos). Estos usualmente se avisan en los Alerta meteorológicos.

### Clima extremo
Se define con
1. piedra de granizo de 19 mm de diámetro o más.
2. vientos de 103 km/h (50 nudos) o más.

### Clima significativamente extremo
Se define como: 
1. piedra de granizo de 25 mm de diámetro o 30 mm
2. vientos de 135 km/h (65 nudos) o 156 km/h (71 nudos)
3. tornado de fuerza EF2 o EF3
4. lluvias intensas de 100 mm o más
5. tormentas eléctricas extremas

## Requerimientos de iniciación
El clima extremo organizado tiende a producirse en las mismas condiciones que causan las tormentas ordinarias: humedad atmosférica, vientos ascendentes e inestabilidad atmosférica. Las nubes están más allá de condensadas, con vapor de agua, y mantienen una humedad atmosférica alta, lo cual implica un alto punto de rocío, que ayuda a las nubes en fase de desarrollo a convertirse en tormentas. La inestabilidad es la tendencia de un área de atmósfera cerca de la superficie terrestre a mantenerse en ascenso, cuando se fuerza la masa de aire por una corriente ascendente. Entre las posibles fuentes de ascenso cabe mencionar los accidentes geográficos, como las montañas, y los bordes de las masas de aire, tales como un frente frío y un frente de punto de rocío. 
Existe una gran variedad de condiciones que pueden causar diversos tipos de clima extremo. Si bien en general el criterio anterior produce tormentas genéricas, algún factor intenso puede convertirse en una tormenta fuerte; por ej., una bolsa o masa de aire frío ascendente puede contribuir a la formación de bolas de granizo grandes en tormentas aparentemente inocuas. Sin embargo, el granizo más destructor y los tornados se forman en tormentas supercelulares y los torbellinos y vientos derechos más intensos, que se ven reflejados en el radar en forma de un eco en arco. Ambos tipos de tormentas tienden a formarse en ambientes que están sometidos a cizalladura del viento.

## Riesgos
Por definición, todos los tipos de clima extremo poseen el mismo riesgo sobre la vida y las propiedades.

## Oleadas
Una oleada de clima extremo se define típicamente considerando 10 o más tornados en un día, de los cuales algunos son violentos, y muchos producen grandes piedras y causan daños por viento. Hay mucha dependencia en el tamaño geográfico de la oleada (¿cubre una pequeña sección de un distrito o se expande sobre varias regiones?).